# Stâlpul infamiei
Stâlpul infamiei era în trecut un obiect (de diferite forme) de care unii delincvenți erau legați și expuși oprobriului public, mai ales în piețele centrale ale localităților.
Folosit în Evul Mediu, stâlpul infamiei reprezenta și un însemn al dreptului seniorial. Seniorul unei feude planta un stâlp în piața satului spre a înștiința prin aceasta populația că avea drept de judecată asupra localității.

## Galerie de imagini

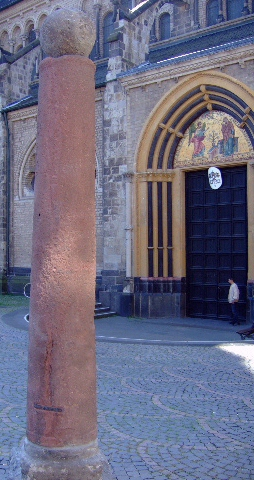
Stâlpul infamiei din piaţa de lângă domul din Bonn (Germania)
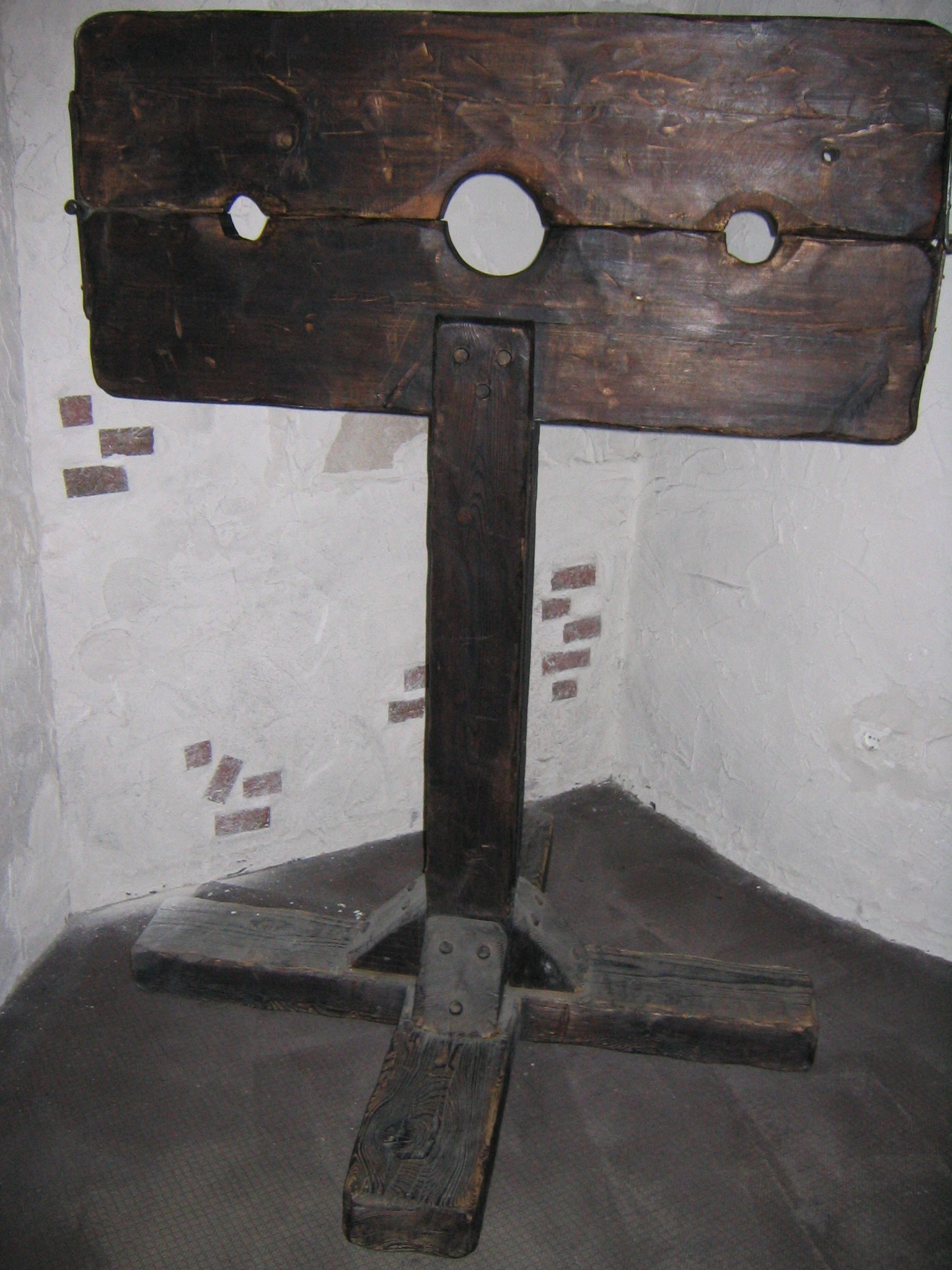
Stâlp al infamiei (Muzeul din Freiburg im Breisgau, Germania)
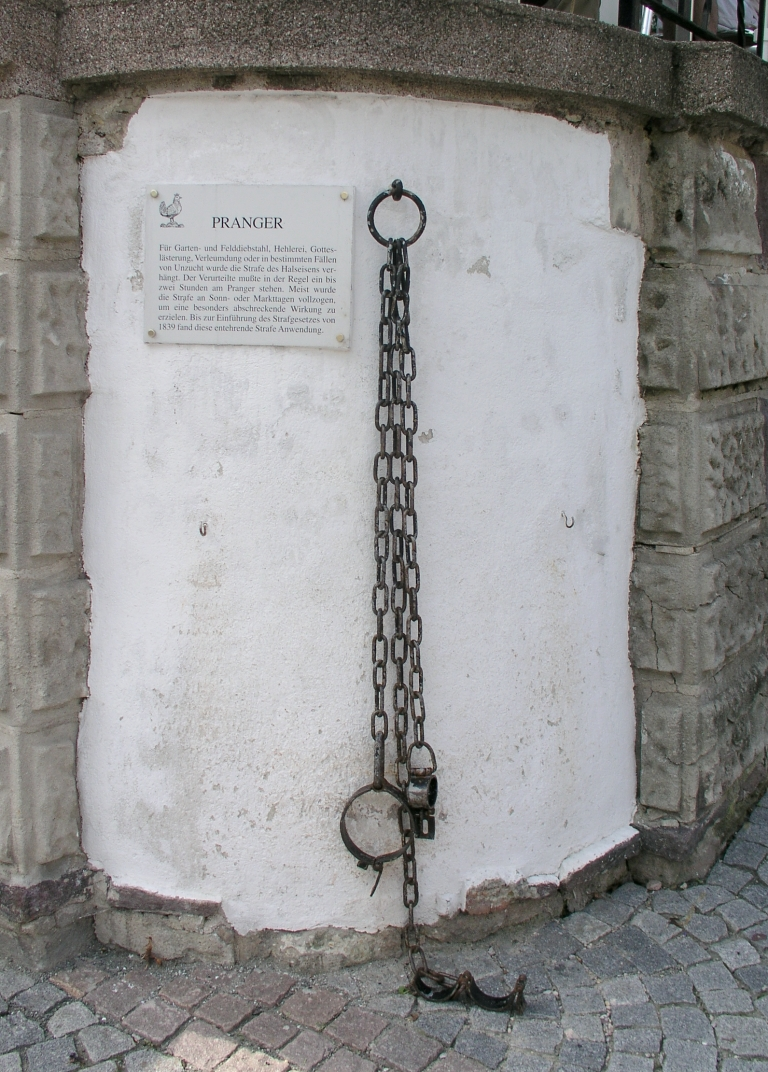
Stâlp al infamiei (expus în piaţa din Ilmenau, Germania)
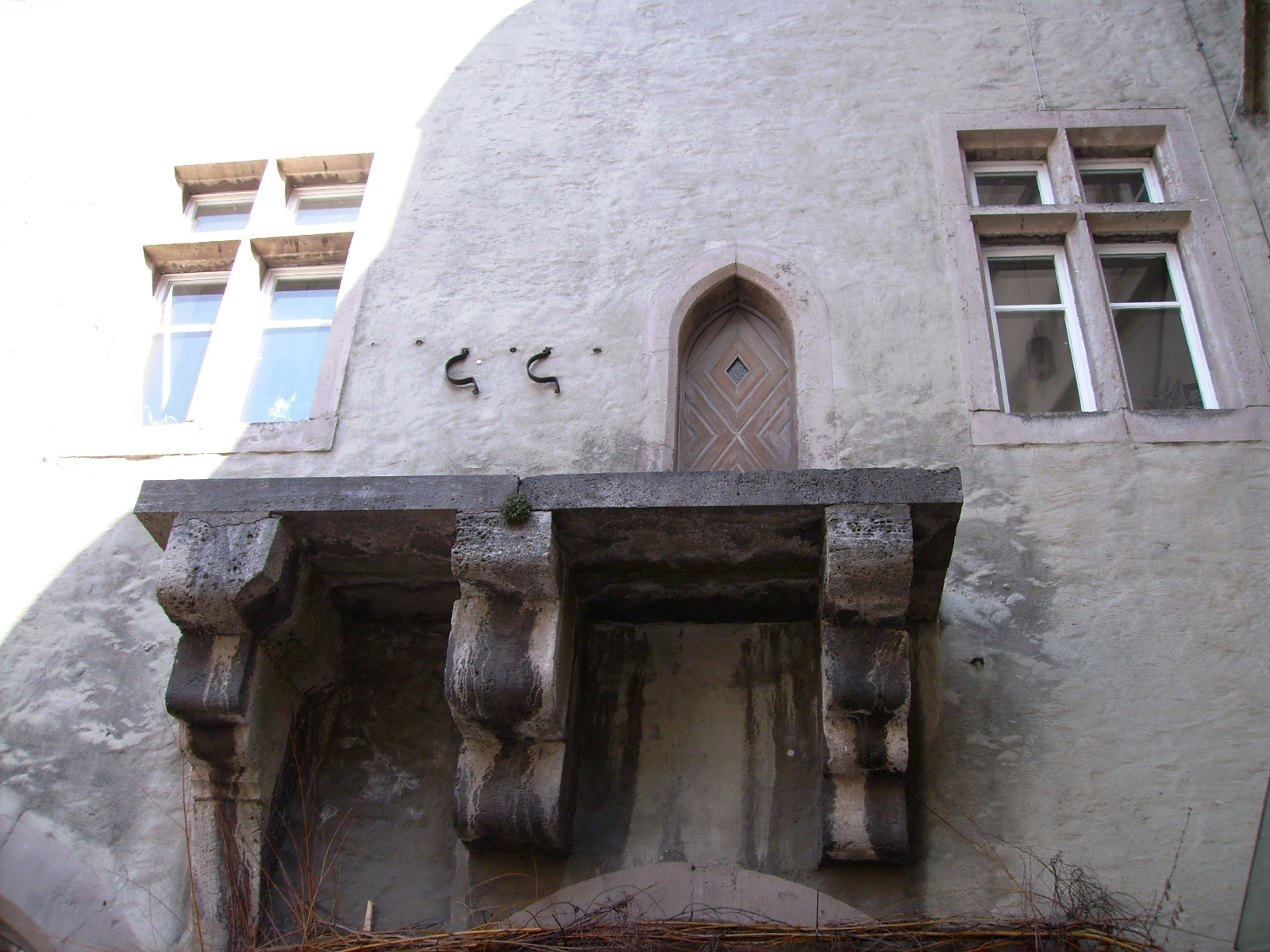
Stâlp al infamiei fixat pe faţada primăriei din Ochsenfurt (Germania)